# Enhanced Interior Gateway Routing Protocol
EIGRP (ang. Enhanced Interior Gateway Routing Protocol) – hybrydowy protokół trasowania opracowany przez Cisco Systems operujący na algorytmie wektora odległości. Jest przeznaczony do trasowania wewnątrz systemu autonomicznego (IGP). Od protokołów trasowania stanu łącza odróżnia go fragmentaryczna wiedza o strukturze sieci (zna on jedynie połączenia do swoich sąsiadów), a co za tym idzie, do przeliczania tras nie wykorzystuje algorytmu Dijkstry Shortest Path First.
Do przeliczania tras protokół EIGRP używa maszyny DUAL FSM (ang. Diffused Update Algorithm Finite State Machine). Stosowany jest on w sieciach o wielkości nieprzekraczającej 50 routerów, wykorzystuje płaską strukturę sieci z podziałem na systemy autonomiczne i używa złożonej metryki. Do transportu pakietów wykorzystuje protokół Reliable Transport Protocol. EIGRP jest chętnie używany ze względu na łatwą konfigurację, obsługę VLSM i krótki czas konwergencji.